# Jaschnovia tolli
Jaschnovia tolli är en kräftdjursart som först beskrevs av Linko 1913.  Jaschnovia tolli ingår i släktet Jaschnovia och familjen Aetideidae. Inga underarter finns listade i Catalogue of Life.